# Julius Heinrich von Rehlingen-Radau
Julius Heinrich Freiherr von Rehlingen-Radau (* 27. August 1662 in Augsburg; † 19. Juni 1732) war Augustiner-Chorherr und von 1723 bis 1732 Fürstpropst von Berchtesgaden.

## Leben und Wirken

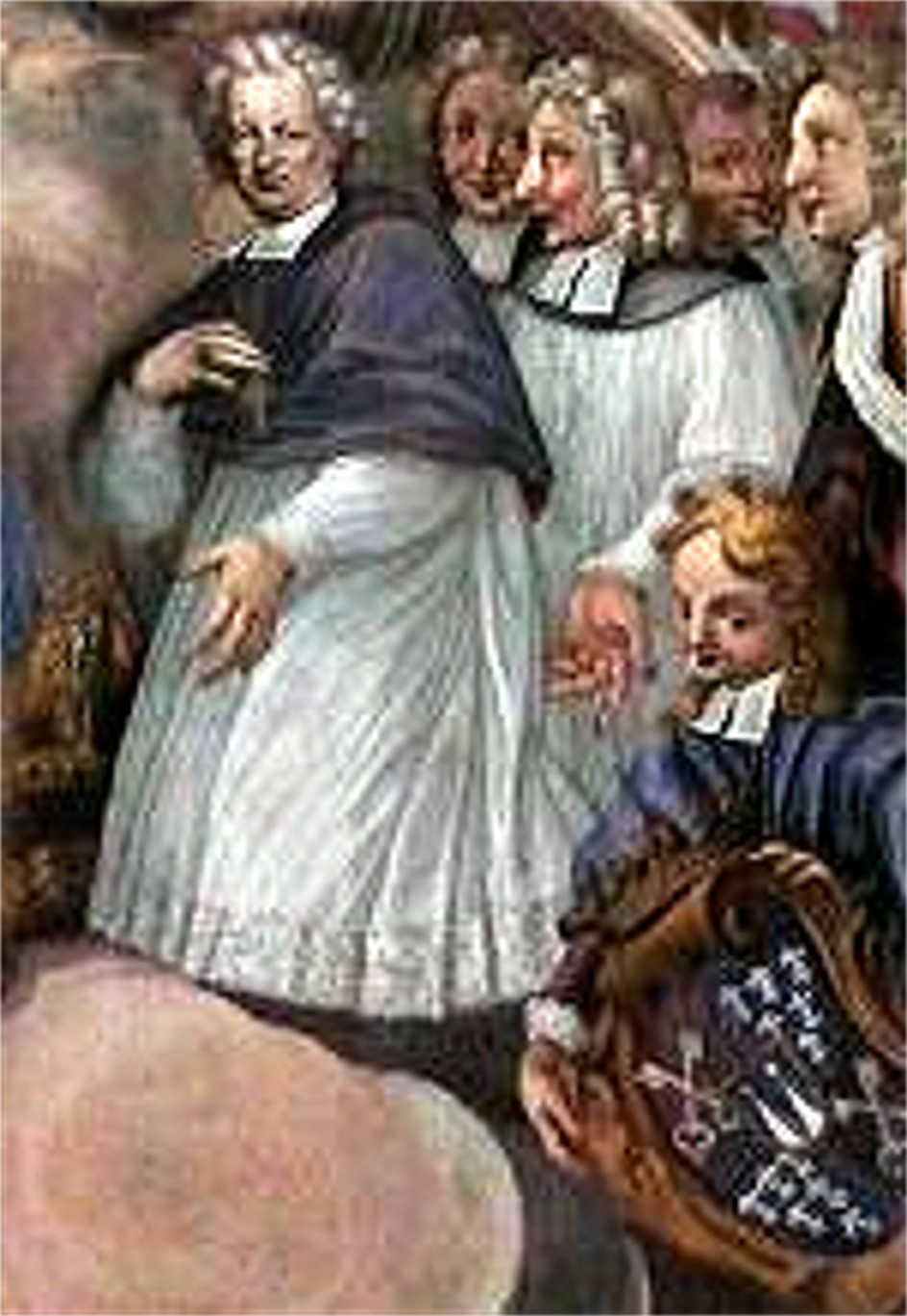
Julius Heinrich von Rehlingen-Radau (li.), dahinter mit der linken Hand auf von Rehlingens Wappen deutend, vermutlich sein Nachfolger Cajetan Anton Notthafft von Weißenstein, seinerzeit noch im Amt des Stiftsdekans. Deckenfresko der Wallfahrtskirche Mariä Ettenberg (Ausschnitt).

Sein Vater war Franz von Rehlingen (1607–1675), Ratsherr in Augsburg, seine Mutter dessen zweite Ehefrau Rosina Brunn aus Burghausen.
Von der Amtszeit des Julius Heinrich von Rehlingen-Radau ist vor allem bemerkenswert, dass sie die 128 Jahre währende Kurkölnische Administration des Fürstentums Berchtesgaden beendete. Die drei Administratoren als Amtsvorgänger zeichneten sich durch ihre andauernden, zuletzt jedoch kaum noch erfolgreichen Bemühungen um den Schutz gegen die Salzburger Erzbischöfe aus (siehe auch: Spanischer Erbfolgekrieg). Darüber hinaus war das Stift durch die meist nur sehr geringe Anwesenheit dieser Regenten, insbesondere aber unter dem direkten Vorgänger Joseph Clemens von Bayern „auf eine abschüssige Bahn geraten“. Das drückte sich zuletzt auch durch einen Schuldenstand von 120.000 Gulden aus, den von Rehlingen-Radau zu übernehmen hatte. Doch diese Schulden gründeten nicht zuletzt auch auf dem luxuriösen und „unwürdigen“ Lebenswandel der Augustiner-Chorherren.

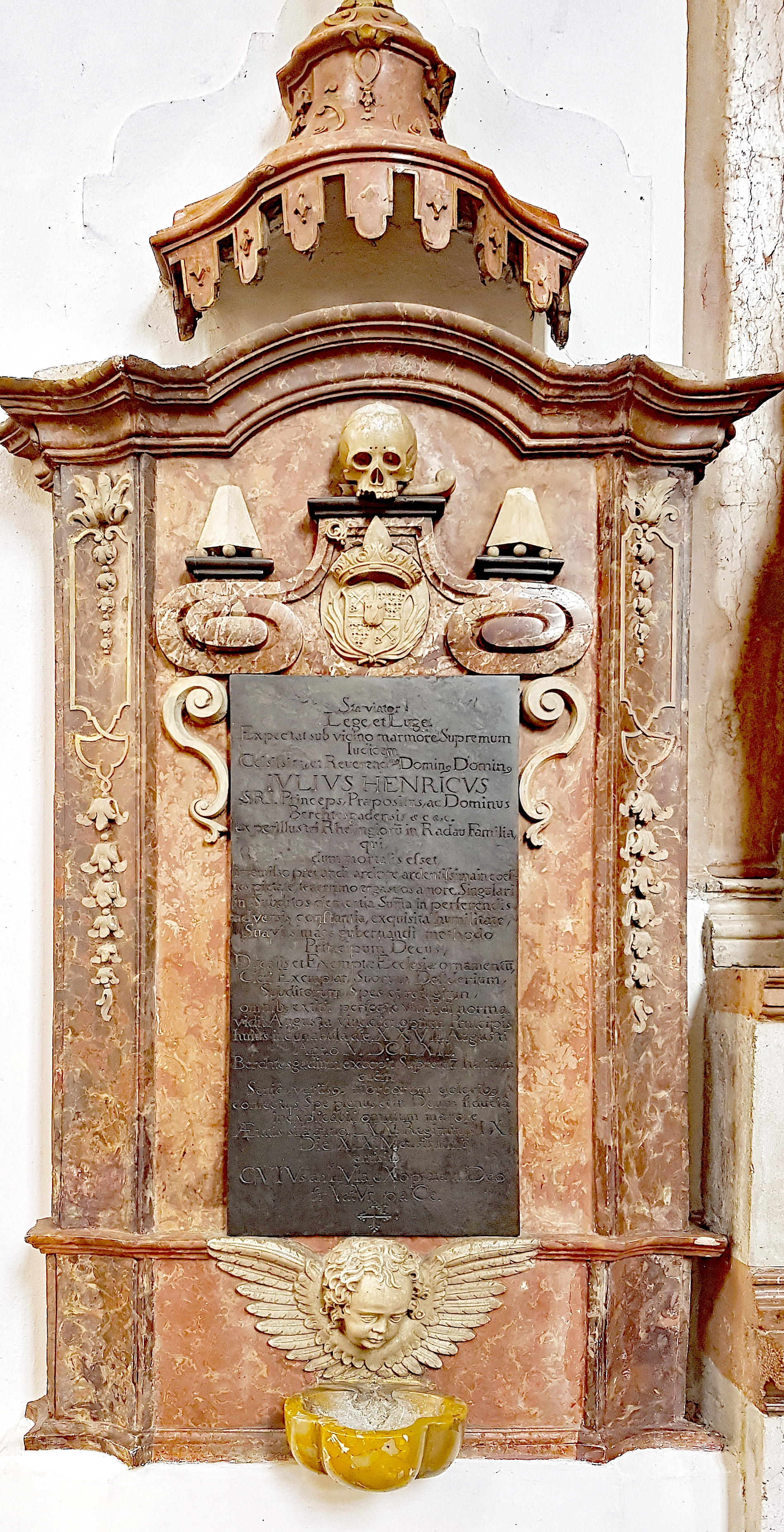
Rehlingens Grabdenkmal in der Stiftskirche Berchtesgaden

So wird von Rehlingen bereits 1715 als Stiftsdekan der Fürstpropstei erwähnt, der sich gezwungen sah, von den Berchtesgadener Bürgern Leumundszeugnisse zu seinen und seiner Mit-Augustiner-Chorherren Gunsten zu erbitten. Ihm selber wurde vorgeworfen, nur selten in den Chor zu kommen, keine Ordenskleidung zu tragen, sich die Haare zu pudern und auf dem eigenen Zimmer mit den Frauen der Beamten zu speisen. Zudem wäre ihm als Stiftsdekan nur wenig Gehorsam erwiesen worden. Als daraufhin Joseph Clemens von Bayern den Freiherrn von Rehlingen aus der Berchtesgadener Regierung ausschloss und er zudem auf geistlicher Zucht (disciplinam religiosam) der Chorherren bestand, beschloss das Kapitel eingedenk seines verbrieften Rechtes zur freien Wahl, künftig keinen Auswärtigen und erst recht keinen Wittelsbacher Prinzen mehr zu ihrem Regenten zu wählen. Und so wurde von Rehlingen erst zum Koadjutor und nach dem Tode von Joseph Clemens 1723 zum Fürstpropst erkoren. Nach dem Grundsatz: „dem heiligen Geist, nicht mehr dem Geist des bayerischen Hofes folgend“. Daraufhin stellte das gekränkte Bayern die Getreideausfuhr nach Berchtesgaden ein und verminderte den Salzpreis. Als von Rehlingen im Gegenzug erklärte, dass er lieber das Salzbergwerk Berchtesgaden schließen würde, als weiterhin so im Preis gedrückt zu werden, lenkte Bayern jedoch wieder ein.
Während seiner Amts- und Regierungszeit als Fürstpropst wurden im Zuge der Berchtesgadener Gegenreformation drei Wallfahrtskirchen im Stil des Rokoko errichtet. 1725 im jetzigen Marktschellenberger Ortsteil Ettenberg die Wallfahrtskirche Mariä Heimsuchung und am nordöstlichen Hang auf der Berchtesgadener Seite des Locksteins die „Hilgerkapelle“, früher auch „Maria Dorfen“ genannt. Zum Ende hin wurde noch 1731 der Bau der Kirche Maria Himmelfahrt (auch bekannt als Maria Kunterweg) in Ramsau bei Berchtesgaden begonnen und unter Cajetan Anton Notthafft von Weißenstein 1733 vollendet.
Nach einem Vergleich vom 8. August 1730 zwischen Salzburg und Berchtesgaden über die Titulatur der beiden Landesstellen durfte sich Berchtesgaden offiziell nur noch als „fürstlich“ und „Reichsstift“, nicht mehr aber als „hochfürstlich“ und „Hochstift“ bezeichnen.
Julius Heinrich Freiherr von Rehlingen-Radau ist am 19. Juni 1732 gestorben und fand seine letzte Ruhestätte unter einer steinernen Grabplatte neben seinem Grabdenkmal in der Stiftskirche in Berchtesgaden.